# كأس العالم لكرة الماء للنساء 1995
كأس العالم لكرة الماء للنساء 1995 كان الموسم العاشر من كأس فينا للنساء، وجرت المنافسات في سيدني أستراليا، ونظمت من قبل الاتحاد الدولي للسباحة (FINA).
وتوج منتخب أستراليا بكأس البطولة. فيما حل منتخب هولندا في المركز الثاني، ومنتخب المجر في المركز الثالث.